# 중화민국의 경제

대만의 1인당 GDP 동향 (1820~2016년)

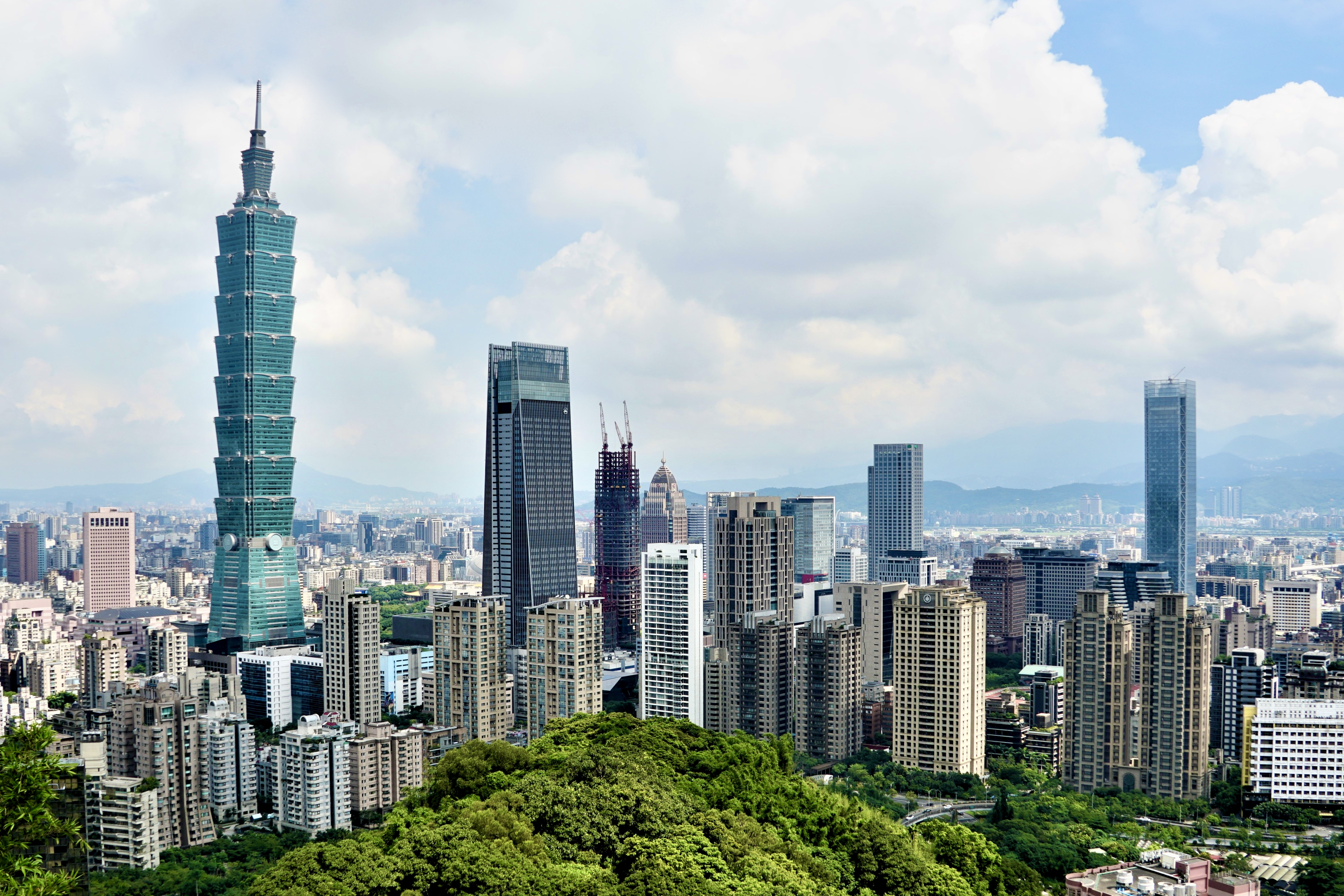
대만 수도 타이베이의 스카이라인

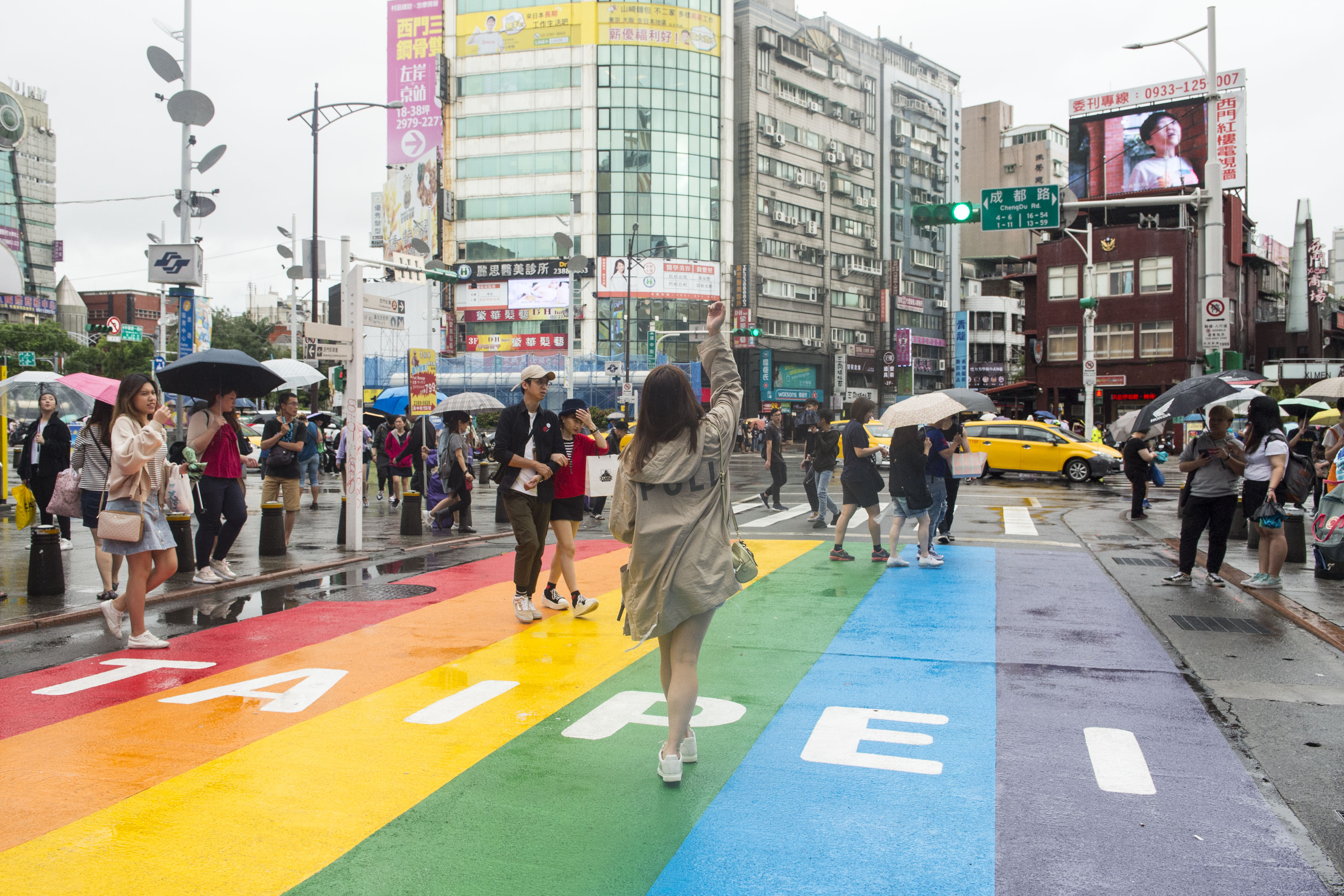
타이베이시 시먼딩

대만은 구매력 평가(PPP) 기준 GDP에서 19위, 실질 명목 GDP에서 24위에 위치한 수출 중심의 선진화된 자본주의 소규모 개방경제국이다.
소규모 경제 특성상 자동차나 조선업과 같은 중화학 공업,  건설업의 기술 수준은 낮아 거의 전적으로 일본·대한민국 등 해외에 의존하는 편이지만, 경공업 위주로 경제 개발이 진행되어 반도체나  컴퓨터 부품 같은 ICT 산업에서 강점을 보이며, 여러 후방산업에서도 뛰어난 성과를 보인다. 수출에 지나치게 의존하는 경제 구조를 갖고 있는데, 명목 GDP 대비 수출액의 비중을 의미하는 수출의존도가 60%에 육박한다.
2023년 기준으로 대만의 최대 3대 무역 파트너 국가들은 미국, 대한민국, 유럽 연합이다.

## 역사
대만은 1950년대와 1960년대 초 미국의 원조를 받은 나라에서 원조 공여국이자 주요 외국 투자자로 변모했으며 주로 아시아에 투자를 집중했다. 중국 본토에 대한 대만의 민간 투자는 총 미화 1,500억 달러를 초과하는 것으로 추산되며, 공식 집계에 따르면 대만은 동남아시아에 비슷한 금액을 투자한 것으로 나타났다.
1949년 12월 7일, 중국 국공내전에서 중국 본토를 잃은 후 200만 명이 넘는 국민당 지지자들이 타이완으로 도망쳤다. 급격한 인구 증가는 대만 경제에도 영향을 미쳤다.
경제적 압박에 직면하여 국민당 정권은 여러 가지 경제 계획과 정책을 수립했다. 산업화를 향한 첫 번째 단계는 농지 개혁이었는데, 이는 경제 현대화의 중요한 단계였다. 이는 미래의 경제적 노력에 투자할 수 있는 자본을 가진 토지 소유자 계층을 창출했기 때문이다. 미국의 원조는 전후 대만을 안정시키는 데에도 중요했으며 1951년부터 1962년까지 국내 투자의 30% 이상을 차지했다. 이러한 요인은 정부 계획 및 보편적 교육과 함께 산업, 농업 및 생활 수준의 급속한 발전을 가져왔다. 경제는 농업 기반 경제(1952년 GDP의 32%)에서 산업 중심 경제(1986년 GDP의 47%)로 전환되었다. 1952년부터 1961년까지 경제는 매년 평균 9.21% 성장했다.
대만 경제의 변화는 더 큰 지정학적 틀을 참조하지 않고서는 이해될 수 없다. 1970년대에 원조가 삭감되었지만 산업화를 촉진하고 대만과 미국 간의 안보 및 경제 관계가 유지되는 형성기에 결정적인 역할을 했다. 미국의 약속에 대한 불확실성으로 인해 미국은 1950년대 보조금을 받는 수입 대체 성장에서 수출 주도 성장으로의 전환을 가속화했다. 대외 무역과 수출의 발전은 경제에서 농업의 중요성 감소로 인한 초과 노동을 흡수하는 데 도움이 되었다. 대만은 직물 및 장난감과 같은 값싸고 노동 집약적인 제조업에서 중공업 및 기반 시설의 확장으로 전환했다. 1970년대에 그리고 이후 10년 동안 첨단 전자공학으로 발전했다. 1980년대에 이르러 경제는 점점 더 개방화되었고 정부는 정부 기업의 민영화 방향으로 나아갔다. 기술 발전으로 인해 1981년 신주 과학 단지가 설립되었다. 중국 본토에 대한 투자로 양안 무역이 촉진되었다. 미국 시장에 대한 대만의 의존도가 감소했다. 1981년부터 1995년까지 경제는 연평균 7.52% 성장했으며 서비스 부문은 51.67%로 가장 큰 부문이 되어 산업 부문을 제치고 경제 성장의 주요 원천이 되었다.
국제 무역은 공식적으로 대만 대외 무역 발전 위원회의 지원을 받는다. 중화민국 중앙은행(대만)의 금융 정책과 기업가적 강점으로 인해 대만은 이 지역의 다른 경제권에 비해 1997~1999년 금융 위기로부터 거의 피해를 입지 않았다.

## 데이터
다음 표는 1980~2021년의 주요 경제 지표를 보여준다(2021~2027년 IMF 직원 추정치 포함). 5% 미만의 인플레이션은 녹색으로 표시된다.
| 연도 | GDP (in Bil. US$PPP) | 일인당 GDP (in US$ PPP) | GDP (in Bil. US$nominal) | 일인당 GDP (in US$ nominal) | GDP 성장률 (실질) | 인플레이션율 (%) | 실직율 (%) | 정부 부채 (GDP 중 %) |
| ---- | -------------------- | ----------------------- | ------------------------ | --------------------------- | ----------------- | ---------------- | ---------- | -------------------- |
| 1980 | 61.6                 | 3,446.2                 | 42.3                     | 2,366.8                     | 8.0%              | 19.0%            | 1.2%       | n/a                  |
| 1981 | 72.2                 | 3,967.2                 | 49.0                     | 2,691.5                     | 7.1%              | 15.7%            | 1.4%       | n/a                  |
| 1982 | 80.3                 | 4,338.3                 | 49.5                     | 2,675.3                     | 4.8%              | 3.0%             | 2.1%       | n/a                  |
| 1983 | 91.0                 | 4,843.1                 | 54.1                     | 2,881.7                     | 9.0%              | 1.4%             | 2.7%       | n/a                  |
| 1984 | 103.8                | 5,441.4                 | 61.1                     | 3,202.6                     | 10.0%             | 0.0%             | 2.5%       | n/a                  |
| 1985 | 112.2                | 5,808.8                 | 63.6                     | 3,293.9                     | 4.8%              | -0.2%            | 2.9%       | n/a                  |
| 1986 | 127.6                | 6,541.8                 | 78.2                     | 4,008.1                     | 11.5%             | 0.7%             | 2.7%       | n/a                  |
| 1987 | 147.5                | 7,475.6                 | 105.0                    | 5,325.2                     | 12.8%             | 0.5%             | 2.0%       | n/a                  |
| 1988 | 164.9                | 8,264.1                 | 126.5                    | 6,338.1                     | 8.0%              | 1.3%             | 1.7%       | n/a                  |
| 1989 | 186.3                | 9,243.6                 | 152.7                    | 7,575.9                     | 8.7%              | 4.4%             | 1.6%       | n/a                  |
| 1990 | 204.0                | 9,999.4                 | 166.6                    | 8,167.2                     | 5.5%              | 4.1%             | 1.7%       | n/a                  |
| 1991 | 228.6                | 11,091.9                | 187.1                    | 9,081.9                     | 8.4%              | 3.6%             | 1.5%       | n/a                  |
| 1992 | 253.2                | 12,171.2                | 222.9                    | 10,715.5                    | 8.3%              | 4.5%             | 1.5%       | n/a                  |
| 1993 | 276.9                | 13,186.4                | 236.3                    | 11,256.7                    | 6.8%              | 2.9%             | 1.5%       | n/a                  |
| 1994 | 304.0                | 14,353.8                | 256.2                    | 12,099.7                    | 7.5%              | 4.1%             | 1.6%       | n/a                  |
| 1995 | 330.5                | 15,475.9                | 279.1                    | 13,066.1                    | 6.5%              | 3.7%             | 1.8%       | n/a                  |
| 1996 | 357.4                | 16,602.1                | 292.5                    | 13,588.3                    | 6.2%              | 3.1%             | 2.6%       | n/a                  |
| 1997 | 385.5                | 17,731.3                | 303.3                    | 13,948.7                    | 6.1%              | 0.9%             | 2.7%       | 25.0%                |
| 1998 | 406.3                | 18,526.5                | 280.0                    | 12,767.1                    | 4.2%              | 1.7%             | 2.7%       | 23.7%                |
| 1999 | 439.7                | 19,903.7                | 303.8                    | 13,752.7                    | 6.7%              | 0.2%             | 2.9%       | 23.7%                |
| 2000 | 478.1                | 21,460.9                | 330.7                    | 14,844.2                    | 6.3%              | 1.3%             | 3.0%       | 26.2%                |
| 2001 | 482.0                | 21,512.3                | 299.3                    | 13,357.2                    | -1.4%             | 0.0%             | 4.6%       | 30.1%                |
| 2002 | 516.3                | 22,927.3                | 307.4                    | 13,651.4                    | 5.5%              | -0.2%            | 5.2%       | 29.8%                |
| 2003 | 548.8                | 24,277.2                | 317.4                    | 14,040.6                    | 4.2%              | -0.3%            | 5.0%       | 32.2%                |
| 2004 | 602.7                | 26,562.5                | 346.9                    | 15,290.3                    | 7.0%              | 1.6%             | 4.4%       | 33.4%                |
| 2005 | 655.0                | 28,767.3                | 374.1                    | 16,427.5                    | 5.4%              | 2.3%             | 4.1%       | 34.1%                |
| 2006 | 714.2                | 31,220.7                | 386.5                    | 16,892.9                    | 5.8%              | 0.6%             | 3.9%       | 33.3%                |
| 2007 | 783.8                | 34,138.8                | 406.9                    | 17,723.7                    | 6.9%              | 1.8%             | 3.9%       | 32.2%                |
| 2008 | 805.2                | 34,951.8                | 415.9                    | 18,053.6                    | 0.8%              | 3.5%             | 4.1%       | 33.4%                |
| 2009 | 797.3                | 34,484.6                | 390.8                    | 16,904.5                    | -1.6%             | -0.9%            | 5.9%       | 36.7%                |
| 2010 | 889.5                | 38,404.3                | 444.3                    | 19,181.4                    | 10.2%             | 1.0%             | 5.2%       | 36.9%                |
| 2011 | 941.4                | 40,532.6                | 484.0                    | 20,838.6                    | 3.7%              | 1.4%             | 4.4%       | 38.3%                |
| 2012 | 973.2                | 41,741.3                | 495.6                    | 21,256.4                    | 2.2%              | 1.9%             | 4.2%       | 39.2%                |
| 2013 | 1,015.2              | 43,435.5                | 512.9                    | 21,945.5                    | 2.5%              | 0.8%             | 4.2%       | 38.9%                |
| 2014 | 1,066.1              | 45,494.3                | 535.3                    | 22,844.3                    | 4.7%              | 1.2%             | 4.0%       | 37.5%                |
| 2015 | 1,102.0              | 46,911.0                | 534.5                    | 22,753.0                    | 1.5%              | -0.3%            | 3.8%       | 35.9%                |
| 2016 | 1,112.8              | 47,272.3                | 543.1                    | 23,070.7                    | 2.2%              | 1.4%             | 3.9%       | 35.4%                |
| 2017 | 1,143.2              | 48,500.8                | 590.7                    | 25,061.6                    | 3.3%              | 0.6%             | 3.8%       | 34.5%                |
| 2018 | 1,203.2              | 51,005.0                | 609.2                    | 25,825.6                    | 2.8%              | 1.4%             | 3.7%       | 33.9%                |
| 2019 | 1,262.2              | 53,476.0                | 611.4                    | 25,903.2                    | 3.1%              | 0.6%             | 3.7%       | 32.7%                |
| 2020 | 1,320.3              | 56,037.8                | 669.3                    | 28,404.7                    | 3.4%              | -0.2%            | 3.9%       | 32.6%                |
| 2021 | 1,465.5              | 62,696.1                | 774.7                    | 33,143.0                    | 6.6%              | 2.0%             | 4.0%       | 28.4%                |
| 2022 | 1,621.7              | 69,500.0                | 828.7                    | 35,513.2                    | 3.3%              | 3.1%             | 3.6%       | 24.1%                |
| 2023 | 1,727.2              | 74,066.5                | 859.0                    | 36,833.9                    | 2.8%              | 2.2%             | 3.6%       | 22.1%                |
| 2024 | 1,801.1              | 77,231.7                | 901.6                    | 38,662.5                    | 2.1%              | 1.4%             | 3.6%       | 20.2%                |
| 2025 | 1,871.4              | 80,247.1                | 948.5                    | 40,673.6                    | 2.0%              | 1.4%             | 3.6%       | 18.1%                |
| 2026 | 1,945.2              | 83,412.7                | 996.8                    | 42,745.0                    | 2.0%              | 1.4%             | 3.6%       | 16.2%                |
| 2027 | 2,022.6              | 86,730.1                | 1,045.2                  | 44,820.8                    | 2.0%              | 1.4%             | 3.6%       | 14.4%                |

## 경제전망
2021년 기준 대만에서 가장 높은 급여를 받는 3개 부문에는 통신 서비스, 금융 서비스, 정보 서비스가 포함된다. 2015년 세계기업가정신지수(GEI)에서 대만의 경제는 아시아에서 가장 높은 순위를 차지했다. 1987년까지 기술주의 중심의 경제계획으로 지난 30년 동안 GDP 실질성장률은 평균 8% 정도였다. 수출은 제2차 세계대전 이후 증가했으며, 인플레이션과 실업률은 낮은 수준으로 유지되고 외환보유액은 세계 4위를 차지했다. 예산, 회계, 통계국과 경제부는 대만 경제의 주요 경제 지표를 발표한다.
대만은 현재 다른 선진국과 마찬가지로 많은 경제적 문제에 직면해 있다. 노동 집약적 산업이 중국 본토, 필리핀, 베트남과 같이 노동력이 저렴한 경제로 계속 이전될 것이라는 전망으로 인해 대만의 향후 발전은 첨단 기술 및 서비스 중심 경제로의 추가적인 전환에 의존해야 할 것이다. 최근 몇 년 동안 대만은 무역 시장을 성공적으로 다각화하여 미국에 대한 수출 비중을 1984년 49%에서 2002년 20%로 줄였다. 대만이 동남아시아와 본토로 수출함에 따라 미국에 대한 대만의 의존도는 계속 감소할 것이다. 중국이 성장하고, 유럽시장 개척 노력이 성과를 거두고 있다. 대만의 WTO 가입과 아시아 태평양 지역 운영 중심지가 되려는 열망은 경제 자유화를 더욱 촉진하고 있다. 대만 경제는 세계 경제의 탈국제화와 낮은 급여로 인해 경제적 소외에 직면해 있다. 이는 인적 자원 인재가 다른 곳에서 취업 기회를 찾는 결과를 낳는다. 대만의 기업은 중소기업 규모로 인해 가장 큰 어려움을 겪고 있으며, 이는 대만 정부의 대만 경제 변화 시도를 방해한다.
대만 경제의 간접세 시스템은 총사업수입세(GBRT)(총수입세)와 부가가치세로 구성된다. 마스터카드(MasterCard) 2014 글로벌 목적지 도시 지수(Global Destination Cities Index)에 따르면, 대만 경제는 국제 하룻밤 방문객이 선정한 세계 상위 20대 목적지 도시(2014)에서 전체 15위를 차지했다.

### 2007~2010년 글로벌 금융위기
대만은 2007~2010년 글로벌 금융 위기에서 빠르게 회복했으며, 그 이후 경제는 꾸준히 성장해 왔다. 2009년 수출 의존도가 높아 세계 시장에 취약해지면서 경제가 침체에 직면했다. 실업률은 2003년 이후 볼 수 없었던 수준에 이르렀고 경제는 2008년 4분기에 8.36% 하락했다. 이에 대응하여 정부는 56억 달러(GDP의 3%) 규모의 경기 부양책을 시작하고 기업에 재정적 인센티브를 제공했으며 세금 감면. 부양책은 인프라 개발, 중소기업, 신규 투자를 위한 세금 감면, 저소득층에 초점을 맞췄다. 러시아, 브라질, 중동 등 해외 신규시장으로의 출하량을 늘리는 것도 부양책의 주요 목표였다. 이후 경제는 서서히 회복되었다. 2010년 11월까지 대만의 실업률은 2년 만에 최저치인 4.73%로 떨어졌고, 2011년 말까지 40개월 만에 최저치인 4.18%까지 떨어졌다. 평균 급여도 2010년 매달 꾸준히 상승했다. 2009년 같은 기간보다 1.92% 증가했다. 2010년 11월 산업생산은 전년 동기 대비 19.37% 증가해 또 다른 최고치를 기록했다. 이는 수출 호조와 지역 경제 성장을 의미한다. 민간소비도 증가하고 있으며, 소매판매는 2009년 대비 6.4% 증가했다. 세계은행은 2010년 10.5%의 경제성장 이후 성장이 지속되어 2011년에도 5%에 이를 것으로 예상했다.
국가발전위원회(National Development Council)에 따르면, 2019년 5월 현재 진행 중인 미·중 무역전쟁으로 인해 대만 경제가 하락했다.

## 대외 무역
대외 무역은 지난 40년 동안 대만의 급속한 성장의 원동력이었다. 대만 경제는 여전히 수출 지향적이다. 따라서 개방형 세계 무역 체제에 의존하며 세계 경제 침체에 여전히 취약하다. 총 무역 가치는 1960년대에 5배 이상 증가했고, 1970년대에는 거의 10배, 1980년대에는 다시 두 배로 증가했다. 1990년대에는 2배 미만의 약간 더 완만한 성장을 보였다. 수출 구성이 주로 농산물에서 산업재로 변경되었다(현재 98%). 전자 부문은 대만의 가장 중요한 산업 수출 부문이자 미국 투자의 최대 수혜자이다. 2010년, 대만의 상위 5개 무역 대상 지역·국가는 중국, 일본, 미국, 유럽연합, 홍콩이었다. 
대만은 세계에서 가장 낮은 출산율과 높은 주택 가격이 문제점으로 지적되고 있는데, 노동력 부족, 내수 감소, 세수 감소 등이 우려되는 이유는 대만의 인구 감소 속도가 선진국에 비해 빠르기 때문이다.
천연자원이 부족하고 국내 총수요가 상대적으로 낮은 섬 경제로서 대만의 고도로 교육받은 인적 자원은 대만의 국제 무역 확대를 위한 부가가치 혁신 관리에 크게 기여하게 된다.
대만은 세계 최대의 계약 컴퓨터 칩 제조(파운드리 서비스) 공급업체이자 선도적인 LCD 패널 제조업체, DRAM 컴퓨터 메모리, 네트워킹 장비, 가전 제품 설계 및 제조업체이다. 주요 하드웨어 회사로는 에이서, 에이수스, HTC, 폭스콘, TSMC 및 페가트론이 있다. 섬유는 노동력 부족, 간접비 증가, 토지 가격 및 환경 보호로 인해 중요성이 감소하고 있지만 또 다른 주요 산업 수출 부문이다.
수입품은 원자재와 자본재가 전체 수입의 90% 이상을 차지한다. 대만은 필요한 에너지의 대부분을 수입한다. 미국은 대만의 세 번째로 큰 무역 파트너로서 대만 수출의 11.4%를 차지하고 수입의 10.0%를 공급한다. 중국 본토는 최근 대만의 최대 수출입 파트너가 되었다. 2010년 본토는 대만 수출의 28.0%, 수입의 13.2%를 차지했다. 이 수치는 양국 경제가 점점 더 상호의존적이 됨에 따라 빠르게 증가하고 있다. 중국 본토로부터의 수입은 주로 농업 및 산업용 원자재로 구성된다. 미국으로의 수출은 주로 전자제품과 소비재이다. 대만의 1인당 국민소득 수준이 높아짐에 따라 수입 고품질 소비재에 대한 수요가 증가했다. 2002년 대만의 대미 무역흑자는 87억 달러였다.
대만 및 대만의 무역 상대국 사이의 공식적인 외교 관계 부족이 대만의 급속한 상업 확장을 심각하게 방해하지 않은 것으로 보인다. 중화민국은 대만의 이익을 대표하는 공식 관계가 없는 60개 이상의 국가에 문화 무역 사무소를 두고 있다. 대만은 WTO 외에도 아시아개발은행의 회원으로 "중국 타이페이"(중국이 은행에 대한 영향력을 행사한 이름), 아시아태평양경제협력체(APEC) 포럼의 회원으로는 "차이니스 타이페이"로 가입되어 있다. 이러한 발전은 대만의 경제적 중요성과 세계 경제에 더욱 통합되려는 열망을 반영한다.
대만은 아시아개발은행(ADB), 세계무역기구(WTO), 아시아태평양경제협력체(APEC)의 회원국이다. 대만은 또한 경제협력개발기구(OECD)와 국제에너지기구(IEA)의 옵저버이자 차이니즈 타이페이(차이니스 타이페이)의 회원이자 국제 상공회의소의 회원이기도 하다. 대만은 2010년 6월 29일 중화인민공화국과 경제협력기본협정을 체결했다. 또한 대만은 싱가포르 및 뉴질랜드와도 자유 무역 협정을 체결했다. 대만은 2015년 아시아인프라투자은행에 회원 자격을 신청했다.
2010년 6월 29일 충칭에서 중화인민공화국과 경제협력기본협정(ECFA)이 체결되었다. 이는 잠재적으로 대만 수출 시장을 확대할 수 있다. 그러나 ECFA가 대만의 전반적인 경제에 가져온 진정한 이익과 영향은 여전히 논쟁의 여지가 있다. 새로 체결된 협정을 통해 대만에서 제조된 500개 이상의 제품이 낮은 관세 또는 무료 관세로 중국 본토에 진출할 수 있게 되었다. 2021년 기준 대만의 중화인민공화국(홍콩 포함)에 대한 수출액은 연간 약 2,700억 달러로, 이는 대만 전체 GDP의 40% 이상에 해당한다. 정부는 또한 싱가포르 및 미국과 무역 협정 체결을 모색하고 있다.

## 산업
산업 생산량은 1986년 대만 GDP의 절반 이상을 차지했으나 2002년에는 31%로 점차 감소했다. 산업은 점차 노동 집약적 산업에서 자본 및 기술 집약적 산업으로 옮겨갔으며 전자 및 정보 기술이 산업 구조의 35%를 차지했다. 대만의 산업은 주로 다수의 중소기업(SME)과 소수의 대기업으로 구성된다. 전통적인 노동집약적 산업이 해외로 이전되고 자본 및 기술집약적 산업으로 대체되고 있다. 이들 산업은 다양한 글로벌 경제 경쟁 속에서 제조업의 조기 성숙 단계에 있으며, OEM 모델과 OEM 모델에 대한 과도한 의존 속에서 성장하고 있다. 정보산업연구소는 대만의 IT 및 ICT 산업 발전을 담당하고 있다. 산업 기술 연구소는 대만 경제를 위한 응용 기술의 첨단 연구 센터이다. 미술 산업은 2019년 국내에서 2억 2,540만 달러의 매출을 올릴 정도로 중요하다. 대만의 수집가와 예술가들도 세계 미술 시장에서 두각을 나타내고 있다.
정부가 시작한 "e-Taiwan" 프로젝트는 18억 3천만 달러를 사용하여 정부, 생활, 비즈니스, 교통, 광대역 등 5개 주요 분야에서 대만의 정보 통신 인프라를 개선하는 것을 목표로 하고 있다. 이 프로그램은 산업 경쟁력을 높이고 정부 효율성을 향상하며 삶의 질을 향상시키는 것을 목표로 하며 섬의 광대역 사용자 수를 600만 명으로 늘리는 것을 목표로 한다. 2010년 대만의 소프트웨어 시장은 7.1% 성장하여 미화 40억 달러 규모에 이르렀으며, 이는 아시아 태평양 지역 시장 가치의 3.3%를 차지한다. 디지털 콘텐츠 제작 산업은 2009년에 15% 성장하여 140억 3천만 달러에 이르렀다. 2010년 광전자 산업(평판 디스플레이 및 광전지 포함)은 총 NT$2조 2천억 달러로 2009년보다 40% 증가하여 세계 시장 점유율의 5분의 1을 차지했다. 대만 경제는 전자 산업의 글로벌 가치 사슬의 파트너이다. 전자 부품과 개인용 컴퓨터는 대만 정보 기술 산업의 국제적 강점을 지닌 분야이다.
대만은 스타트업 부문이 성장하고 있다.

### 소비재
대만은 2020년 NT$598억의 생산량을 기록하는 스포츠 용품의 주요 생산국이며 생산량의 40~50%가 실내 피트니스 장비이다. 대만은 전 세계 생산량의 80%가 대만에 집중되어 있는 골프 장비 분야의 글로벌 리더이다. 4대 골프 OEM은 모두 대만 제품이지만 이들 회사는 점점 더 자체 브랜드로 제품을 판매하고 있다.

### 반도체 산업
IC 제조, 설계, 포장을 포함한 반도체 산업은 대만 IT 산업의 주요 부분을 구성한다. OEM 웨이퍼 제조의 강력한 역량과 완전한 산업 공급망으로 인해 대만은 경쟁사와 차별화될 수 있었다. 2009년 해당 부문의 생산량은 미화 390억 달러에 이르렀으며, IC 제조, 패키징 및 테스트 부문에서 세계 시장 점유율 1위, IC 설계 부문에서 2위를 차지했다. TSMC(Taiwan Semiconductor Manufacturing Company)와 UMC(유나이티드 마이크로일렉트로닉스 코퍼레이션)는 세계 최대의 두 계약 칩 제조업체이며, 미디어텍은 세계에서 4번째로 큰 팹리스 공급업체이다. 1987년 TSMC는 팹리스 파운드리 모델을 개척하여 글로벌 반도체 산업을 재편했다. 1977년 ITRI 최초의 3인치 웨이퍼 제조 공장 건설과 1980년 UMC 설립을 시작으로 업계는 2002년까지 40개의 팹을 운영하는 세계 선두 기업으로 발전했다. 2007년에는 반도체 산업이 미국을 제치고 2위를 차지했다. 2007년부터 2010년까지 글로벌 금융위기가 매출과 수출에 영향을 미쳤지만, 2010년 기업들이 사상 최대 이익을 기록하며 반등했다. 2020년까지 대만은 TSMC가 단독으로 세계 시장의 50% 이상을 차지하는 등 세계 반도체 산업의 독보적인 리더가 되었다.

### 정보기술
대만의 정보 기술 산업은 지난 20년 동안 전 세계 IT 시장에서 중요한 역할을 해왔다. 1960년에는 대만의 전자 산업이 사실상 전무했다. 그러나 정부가 자체 산업을 확립하기 위한 마케팅 및 경영 지식과 함께 첨단 기술을 갖춘 전문 지식 개발에 중점을 두면서 TSMC 및 UMC와 같은 회사가 설립되었다. 업계는 산업 자원과 제품 관리 경험을 활용하여 주요 국제 공급업체와 긴밀히 협력하여 아시아 태평양 지역의 연구 개발 허브가 되었다. 대만의 산업 구조는 산업 생산량의 85%를 차지하는 다수의 중소기업(SME)과 소수의 기업으로 구성되어 있다. 이러한 중소기업은 일반적으로 OEM(Original Equipment Manufacturer) 또는 ODM(Original Design Manufacturer) 방식으로 제품을 생산하므로 연구 개발에 소요되는 자원이 줄어든다. OEM/ODM 모델의 강조로 인해 기업은 일반적으로 신제품의 투자, 생산 및 마케팅에 대한 심층적인 평가를 할 수 없으며 대신 미국과 일본에서 핵심 부품과 첨단 기술을 수입하는 데 의존한다. 최고의 정보통신기술(ICT) 기업 중 20개 기업이 대만에 국제 조달 사무소를 설립했다. 정보기술협정에 서명한 대만은 2002년 1월 1일부터 IT 제품에 대한 관세를 단계적으로 철폐했다.
대만은 국내에서 운영되는 수많은 대규모 서버 팜을 갖춘 글로벌 컴퓨팅, 통신 및 데이터 관리의 허브이다. 장화에 있는 구글 데이터센터는 아시아 최대 규모로 추정된다. 대만은 글로벌 해저 광섬유 케이블 네트워크와 잘 연결되어 있으며 실질적인 교통 교환 역할을 한다.

### 농업
농업은 대만 경제 기적의 강력한 기반이 되었다. GDP에 3%를 기여하고 서비스 부문이 경제의 73%를 차지한다. 1945년 일본으로부터 반환된 후, 정부는 "농업을 통해 공업을 발전시키고, 공업을 통해 농업을 발전시킨다"는 장기 전략을 발표했다. 이처럼 농업은 초기 대만 경제 발전의 기반이 되었고, 산업과 상업 성장의 닻 역할을 했다. 1951년 농업 생산은 대만 GDP의 35.8%를 차지했으나 2013년에는 이를 훨씬 능가해 NT$4,759억이 대만 GDP의 1.69%에 불과했다. 2013년 기준 대만의 농업은 농작물(47.88%), 축산업(31.16%), 어업(20.87%), 임업(0.09%)이 혼합되어 있다. 세계무역기구(WTO) 가입과 그에 따른 무역 자유화 이후, 정부는 이 부문을 보다 경쟁력 있고 현대화된 녹색 산업으로 발전시키기 위한 새로운 정책을 시행해 왔다.
대만 토지 면적의 약 4분의 1만이 농업에 적합하지만 사실상 모든 농지가 집약적으로 경작되어 있으며 일부 지역에서는 일년에 2~3개의 작물을 재배하기에 적합하다. 그러나 농업 생산 증가는 산업 성장보다 훨씬 더디다. 농업 현대화는 소규모 농장, 더 나은 시설에 대한 투자 및 더 수익성 있는 사업 개발을 위한 교육 부족으로 인해 방해를 받았다. 대만의 농업 인구는 1974년부터 2002년까지 꾸준히 감소했으며, 이에 따라 농업위원회에서는 현대적인 농장 관리를 도입하고 기술 교육을 제공하며 더 나은 생산 및 유통 시스템을 위한 상담을 제공했다. 농업 기계화의 촉진은 노동력 부족을 완화하는 동시에 생산성을 높이는 데 도움이 되었다. 쌀과 사탕수수 생산은 모두 완전히 기계화되었다. 대만의 주요 작물은 쌀, 사탕수수, 과일(대부분 열대성), 야채이다. 대만은 쌀 생산을 자급자족하고 있지만 대부분 미국에서 많은 양의 밀을 수입한다. 육류 생산과 소비는 높은 생활 수준을 반영하여 급격히 증가했다. 대만은 1997년 발굽병 발병으로 인해 영향을 받았지만 대량의 냉동 돼지고기를 수출했다. 기타 농산물 수출에는 생선, 양식업, 해산물, 통조림 및 냉동 야채, 곡물 제품이 포함된다. 이전에 보호받았던 농산물 시장을 개방하는 WTO 가입으로 인해 농산물 수입이 증가할 것으로 예상된다.

### 에너지
섬에 천연자원이 부족하기 때문에 대만은 필요한 에너지의 대부분(현재 98%)을 수입해야 한다. 2002년 수입된 에너지는 총 115억 2천만 달러로 GDP의 4.1%를 차지했다. 산업 부문은 전통적으로 대만의 가장 큰 에너지 소비원이었지만 최근 그 점유율은 1986년 62%에서 2002년 58%로 감소했다. 대만의 에너지 소비는 원유 및 석유 제품(48.52%)이 지배적이며 그 다음은 석탄(48.52%)이다. 29.2%), 천연가스(12.23%), 원자력(8.33%), 수력(0.28%) 순이다. 이 섬은 또한 석유 수입에 크게 의존하고 있어 2002년 원유의 72%가 중동에서 생산되었다. 비록 국영 기업인 대만 전력회사(Taipower)가 대만 지역에 전력 공급을 담당하고 있지만 1994년 법안에 따라 독립 전력 생산업체(IPP)는 섬 에너지 수요의 최대 20%를 제공할 수 있게 되었다. 인도네시아와 말레이시아는 대만의 천연가스 수요 대부분을 공급한다. 현재 가동 중인 원자력발전소는 3개다. 건설 중인 네 번째 원전은 2014년에 중단됐다.
대만의 1인당 에너지 사용량은 주변 아시아 국가와 동등하지만 2005년 7월 경제부는 2025년까지 이산화탄소 배출량을 1억 7천만 톤 줄이겠다는 계획을 발표했다. 2010년에 이산화탄소 배출량은 514만 톤 감소했다. 정부는 온실가스 배출을 더욱 줄이기 위해 2020년까지 매년 2%씩 에너지 효율을 높일 계획이다. 또한, 2015년에는 온실가스 배출량을 2005년 대비 7% 감축할 계획이다.
대만은 세계 4위의 태양광 배터리 생산국이자 최대 규모의 LED 제조업체이다. 2010년 대만에는 166만 평방미터 이상의 태양열 집열기가 설치되었으며, 설치 밀도는 세계 3위이다. 정부는 이미 281.6MW의 전력을 생산할 수 있는 155세트의 풍력 터빈을 건설했으며 추가 프로젝트가 계획 중이거나 건설 중이다. 재생 가능 에너지는 2010년 현재 대만 에너지 사용량의 6.8%를 차지한다. 2010년 녹색 에너지 부문은 생산 가치에서 109억 7천만 달러를 창출했다. 정부는 또한 재생에너지 촉진에 8억 3,800만 달러를 투자하고 연구개발에 6억 3,500만 달러를 추가로 투자할 계획을 발표했다.

### 철강 및 중공업
대만은 2017년 기준 세계 13위의 철강 수출국이다. 2018년 대만은 1,220만 미터톤의 철강을 수출했는데, 이는 2017년 1,200만 미터톤보다 1% 증가한 수치이다. 이용 가능한 데이터에 따르면 대만의 수출은 2017년 전 세계적으로 수출된 모든 철강의 약 3%를 차지했다. 2018년 대만의 철강 수출량은 세계 최대 수출국인 중국의 6분의 1, 세계 2위 수출국인 일본의 3분의 1에 달했다. 가치 측면에서 철강은 2018년 대만이 수출한 전체 상품의 3.6%에 불과했다. 대만은 130개 이상의 국가 및 지역에 철강을 수출한다. 2009년부터 2019년까지 10년 동안 대만의 철강 수출은 24% 증가했다. 2018년에 미국은 300,000톤의 파이프 및 튜브 제품을 수입했다. 대만은 가장 가까운 이웃 국가에 판재 제품을 수출하는 대규모 무역을 발전시켰다. 2018년 대만의 스테인리스강 수출량은 약 500,000톤에 달했다.
대만은 세계 4위의 공작기계 및 공작기계 부품 수출국이다. 타이중 지역은 공작 기계 제조업체 클러스터의 본거지이다. 대만 회사인 테크맨 로봇(Techman Robot Inc.)은 세계에서 두 번째로 큰 협동로봇 생산업체이다.
대만의 자동차 산업은 중요하다. 대만 기업이 자동차 전기화에 점점 더 많은 투자를 하고 있기 때문이다. 테슬라 (기업) 공급업체의 75%는 대만인이다.

### 해양산업
2017년 대만은 162대의 요트를 수출했다. 2018년 대만은 이탈리아, 네덜란드, 터키에 이어 건조된 요트 면적 기준 네 번째로 큰 요트 건조 국가였다. 대만은 지구상에서 가장 큰 어업 국가 중 하나이며 관련 수산물 가공 산업도 중요하다.

## 과학 및 산업 단지
산업 연구 및 개발을 촉진하기 위해 정부는 과학 공원, 임대료 및 공과금 혜택, 세금 인센티브, 투자 유치를 위한 특화된 대출 금리를 제공하는 경제 구역을 설립하기 시작했다. 그 중 첫 번째는 신주 과학단지(Hsinchu Science Park)가 1980년 국가과학위원회(National Science Council)에 의해 정보기술과 생명공학 연구개발에 중점을 두고 설립되었다. 대만의 "실리콘 밸리"로 불리며 1,140헥타르(11.4km2)의 면적을 차지하는 6개의 캠퍼스로 확장되었다. 130,000명 이상의 직원을 고용하고 있는 430개 이상의 회사(TAIEX 상장 회사 포함)가 단지 내에 위치하고 있으며 2008년 총 자본금은 361억 달러에 달했다. Taiwan Semiconductor Manufacturing Company와 세계 최대 및 두 번째로 큰 계약 칩 제조업체인 유나이티드 마이크로일렉트로닉스 코퍼레이션은 모두 공원 내에 본부를 두고 있다. 1980년부터 정부는 공원 인프라에 10억 달러 이상을 투자했으며, 보다 전문화된 공원을 위한 추가 확장을 추구했다. 단지 내에 본부를 둔 산업 기술 연구소(ITRI)는 대만 최대 규모의 비영리 연구 기관이며, 대만의 많은 전통 산업(예: 섬유)을 포함하여 산업에 대한 응용 기술 연구를 개발하기 위해 노력해 왔다.
첫 번째 공원의 성공에 이어 1996년 타이난 과학 공원과 가오슝 과학 공원으로 구성된 대만 남부 과학 공원(STSP)이 설립되었다. 기업 외에도 여러 연구 기관(중앙연구원 포함)과 대학이 집적회로(IC), 광전자공학, 생명공학에 중점을 두고 공원 내 지점을 설립한다. CTSP(Central Taiwan Science Park)는 보다 최근인 2003년에 설립되었다. CTSP가 아직 개발 중인 동안 AU 옵트로닉스를 포함한 많은 기업이 이미 이 단지로 이전하여 제조 작업을 시작했다. 다른 공원과 마찬가지로 CTSP도 IC, 광전자공학 및 생명공학에 중점을 두고 있으며 광전자공학 산업은 2008년 수익의 78%를 차지했다. 이 세 과학 단지만으로도 NT$4조(1,370억 달러) 이상의 자본 유입을 유치했다. 2010년 공원 내 총 수익은 NT$2조 1,600억(US$728억)에 달했다.
1960년 가오슝에 설립된 린하이 산업단지는 비금속, 기계 및 수리, 비금속 광물 제품, 화학 제품, 식품 및 음료 제조 등 기타 산업에 주력하는 490개 이상의 회사가 있는 잘 발달된 산업 지역이다. 장화현에 위치한 장화 해안 산업단지는 식품 생산, 유리, 섬유, 플라스틱 등 다양한 산업이 밀집된 새로운 산업 클러스터이다.

## 같이 보기
- 타이베이시
- 대만
- 아시아의 네 마리 용
- 대만의 기적
- 타이완의 기업 목록
- 타이완 증권거래소
- 다이류
- 타이완의 교통